# Marita Katusjeva
Marita Katusjeva, född 19 april 1938, död 21 januari 1992 i Moskva, var en sovjetisk volleybollspelare.
Katusjeva blev olympisk silvermedaljör i volleyboll vid sommarspelen 1964 i Tokyo.